# SG Post/Süd Regensburg
SG Post/Süd Regensburg is een Duitse voetbalclub uit de stad Regensburg, gelegen in het oosten van de deelstaat Beieren (Opper-Palts). De club ontstond in 1986 door een fusie tussen Post SV Regensburg en TSG Süd Regensburg. De club is actief in zo'n 22 afdelingen. Tot 2002 had de club een voetbalafdeling, maar die ging toen op in SSV Jahn Regensburg.

## Voetbal
De club werd in 1928 opgericht als Post SV Regensburg. De club trad pas voor het eerst in de schijnwerpers in 1981 toen ze zich plaatsten voor de DFB-Pokal, echter verloor de club meteen van Tennis Borussia Berlin. In 1982 werd de club kampioen en promoveerde naar de Landesliga Bayern, de vierde klasse. De club degradeerde, maar na twee seizoenen promoveerde de club weer om nu elf jaar in deze klasse te blijven. Na vele plaatsen in de middenmoot begon het vanaf 1993 beter te gaan en in 1996 werd de club kampioen en promoveerde zo naar de Oberliga Bayern, die door de herinvoering van de Regionalliga in 1994 de vierde klasse geworden was. In het twee seizoen werd de club derde, een hoogtepunt in de clubgeschiedenis. Een jaar later volgde echter een degradatie. Na twee plaatsen in de subtop werd de club in 2002 kampioen. De club ging hierna op in SSV Jahn Regensburg en ging als het tweede elftal van deze club in de Bayernliga spelen. 